# Ворон (фільм, 1963)
Ворон (англ. The Raven) — американський кінофільм режисера Роджера Кормана із Вінсентом Прайсом, Петером Лорре та Борисом Карлоффом у головних ролях. Сюжет кінофільму віддалено базується на поемі «Ворон» Едгара Аллана По. Прем'єра кінофільму відбулася 25 січня 1963 року.

## Сюжет
Події відбуваються в 15 столітті. Еразмус Крейвен сидить за книжками у своєму палаці та звертається до своєї дружини Ленори, що померла два роки тому. Раптом чує стукіт за вікном — у кімнату влітає великий чорний крук. Чоловік питає в нього — чи не є він посланцем потойбіччя і чи не розповість він про Ленору. Крук відповідає, що він не провидець, проте не відмовиться від вина. За допомогою крові кажана, мотузки з шиї самогубця, желе з павуків, волосся мертвяка хазяїн помешкання має повернути своєму гостю людську подобу. Після першої спроби він бачить перед собою Адольфуса Бедлоу, в якого, на жаль, лишилися крила замість рук. Оскільки в запасниках волосся мертвяка більше нема, Еразмус прямує до родинного склепу, аби позичити волосся в свого батька, який помер близько двадцяти років тому. Та старий Крейвен піднімається в могили й попереджає сина про небезпеку.
Коли Бедлоу бачить портрет Ленори, він запевняє, що бачив її живою в палаці лихого Скарабуса, який і перетворив його на крука. Вчотирьох (разом із донькою Крейвена та сином Бедло) вони вирушають до Скарабуса.
Виявилося, що Скарабус спеціально за допомогою Бедло заманив Крейвена до свого палацу, щоб усунути конкурента по магічним силам. Ленор справді жива — вона залишила Крейвена заради грошей Скарабуса. Нарешті, Скарабус і Крейвен зустрічаються в битві, Крейвен перемагає й карає лихого чаклуна.

## У головних ролях
- Вінсент Прайс — Еразмус Крейвен;
- Петер Лорре — Адольфус Бедло;
- Борис Карлофф — Скарабус;
- Хейзел Корт — Ленор;
- Олів Старгесс — Естель Крейвен;
- Джек Ніколсон — Рексфорд Бедло;